# Mountain View (condado de Contra Costa)

Mountain View é uma Região censo-designada localizada no Condado de Contra Costa, no estado norte-americano da Califórnia. Em 2000, sua população era de 2.468 habitantes.

## Demografia
De acordo com o censo de 2000, existiam 2.468 pessoas, 959 residências e 589 famílias morando em Mountain View. A densidade populacional era de 3.403.2 hab/km².